# Калиево-натриева помпа
Калиево-натриевата помпа е биологична структура, разположена по повърхността на клетъчната мембрана на клетките или по повърхността на мембраните на митохондриите. Функцията на калиево-натриевата помпа е да пренася натриеви и калиеви йони във и извън клетката, чрез активен транспорт. Основна част на калиево-натриевата помпа е белтъкът Na+/К+-транслоцираща АТФаза. Помпата се активира само при фосфорилиране на по-горе споменатия ѝ компонент чрез разграждане на АТФ.

## Структура
Калиево-натриевата помпа е изградена от две алфа и две бета единици, т.е. тя е тетрамер. Все още нейният строеж не е напълно изучен, но се предполага, че алфа единиците са изградени от около 7 белтъчни компонента, докато бета само от 4. Според рентгеноструктурните анализи алфа единиците са една до друга, докато бета единиците са разположени от двете им страни.

## Пренос на йони
Основна функция на калиево-натриевата помпа е активният транспорт на йони (Na+ и К+) през мембраните.
За един неин цикъл от клетката се изнасят 3 натриеви катиона и се внасят 2 калиеви. Това става с цената на енергията, получена при редуциране на 1 молекула АТФ до АДФ.
Една калиево-натриева помпа може да извърши до 7 цикъла за секунда. Така тя бързо променя йонния баланс в клетката, като увеличава значително концентрацията на Na+ за сметка на К+.

## Механизъм на действие
- Помпата, свързана с една молекула АТФ, се свързва в активната си зона с 3 йона Na+ от вътрешната страна на мембраната.
- АТФ хидролизира с освобождаване на енергия. Отделя се АДФ, а помпата се фосфорилира.
- Помпата претърпява трансформации в третичната и четвъртичната си белтъчна структура. В резултат освобождава натриевите йони от външната страна на мембраната.
- Фосфорилираната помпа има по-голям афинитет към калия, отколкото към натрия. Затова се свързва с 2 йона К+ в активната зона, която вече е навън.
- Свързана с калия, помпата дефосфорилира и след последвалата обратна трансформация освобождава калиевите йони от вътрешната страна на мембраната.

## Регулация
*Ендогенна:
Натриево/калиевата- АТФ-аза се регулира от цАМФ (цикличен аденозинмонофосфат). Вещества, които увеличават концентрацията на цАМФ активират ("upregulate") помпата и обратно- тези, които я намаляват, я инхибират. Пример за инхибитор е инозитол пирофосфат 5-InsP7.
Друга форма на регулация е фосфорилирането. Фосфорилирана помпата е по-слабо активна. Дефосфорилирана активността ѝ е в норма.
*Екзогенна:
Лекарства като например гликозиди намаляват активността на тази помпа в сърдечните клетки, за да подобрят контрактилитета на сърцето. Ефектът им е положителен инотропен (+). Концентрацията на Na+ в клетката ще се увеличи, а с нея и тази на Ca2+ (посредством Na/Ca2+ обменник). Така силата на съкращение расте.